# Jiang Yihong
Jiang Yihong (chinesisch 姜鴻波 / 姜鸿波, Pinyin Jiāng Hóngbō, alternative Schreibweise 姜宏波, manchmal auch als 姜易宏,  Jiāng Yìhóng geführt; * 18. Januar 1975 in Qiqihar, Provinz Heilongjiang) ist eine chinesische Schauspielerin.

## Leben und Karriere
Ihre Ausbildung begann die im Jahre 1975 in der chinesischen Provinz Heilongjiang geborne Jiang unter anderem am Shenyang Institute of Physical Education, einer Sporthochschule in Shenyang, wo sie auf nahezu professioneller Basis Volleyball spielte. Nach ihrer Zeit in Shenyang zog es sie in die Hauptstadt Peking, wo sie an der berühmten Beijing Film Academy aufgenommen wurde und dort im Jahre 1997 den Abschluss schaffte. Eher durch Zufall wurde sie vom Schauspieler und Regisseur Jiang Wen entdeckt, der ihr Talent rasch förderte und sie zu verschiedenen namhaften Filmproduktionen brachte. Obwohl sie anfangs zu einer Karriere als Profivolleyballspielerin tendierte, machten ihr ihre Professoren und Kommilitonen wenig Hoffnungen, da sie die 173 cm große und 52 kg schwere Jiang als zu dünn ansahen. Bereits in den 1990er Jahren sammelte Jiang schließlich erste Erfahrungen im Film- und Fernsehgeschäft, wobei sie neben Engagements in Fernsehserien auch in verschiedenen Filmen zu sehen war. Einige international bekannte Filme, in denen die Chinesin mitwirkte, sind unter anderem Devils on the Doorstep aus dem Jahr 2000, Electric Shadows (2004), Call for Love (2007), Three Kingdoms: Resurrection of the Dragon (2008), Jackie Chan Kung Fu Master (2009) oder Ma Wen's Battle aus dem Jahr 2010. Daneben agierte sie allerdings auch in einer Reihe weiterer Filme und war des Öfteren in einer Hauptrolle bzw. einer wesentlichen Nebenrolle zu sehen. Für ihre Rolle als Polizistin im Film Jackie Chan Kung Fu Master, in dem sie zuerst der eigentlichen Hauptperson des Films Zhang Yishan hilft, um danach selbst durch diesen gerettet zu werden, wurde sie im Jahre 2009 für Golden Rooster Award in der Kategorie: Beste Nebendarstellerin (Best Supporting Actress) nominiert, konnte den Preis am Ende jedoch nicht gewinnen. Zurzeit lebt Jiang in ihrer neuen Wahlheimat Peking, von wo aus sie auch ihre Arbeit als Schauspielerin ausübt.

## Filmografie (Auswahl)
- 2000: Devils on the Doorstep (Guizi lai le)
- 2004: Electric Shadows (Meng ying tong nian)
- 2007: Call for Love (Ai qing hu jiao zhuan yi)
- 2007: The Sun Also Rises (Tai yang zhao chang sheng qi)
- 2008: Three Kingdoms: Resurrection of the Dragon (Saam gwok dzi gin lung se gap)
- 2009: Jackie Chan Kung Fu Master (Xun zhao Cheng Long; auch: Looking for Jackie)
- 2010: Ma Wen’s Battle (Ma Wen de zhan zheng)

## Nominierungen (Auswahl)
- 2009: Nominiert für den Golden Rooster Award in der Kategorie: Beste Nebendarstellerin (Best Supporting Actress) für den Film Jackie Chan Kung Fu Master